# Laboratorio Saccardi
Il Laboratorio Saccardi è un collettivo palermitano di artisti fondato nel 2002.

## Biografia
Collettivo palermitano di artisti fondato nel 2002 da Vincenzo Profeta (Palermo 1977), Marco Leone Barone (Palermo 1978), Giuseppe Borgia (Palermo 1978) e Tothi Folisi (Messina 1979). Dal 2012 il gruppo è composto soltanto da Profeta e Barone.
Il loro lavoro va considerato come una nuova elaborazione in chiave moderna e ironica dell'arte popolare, così come evidenzia Luca Beatrice dal loro lavoro sgorga vitalità, ferocia caustica, mai un luogo comune o uno scivolamento nel buonismo.

## Mostre
Tra le mostre si ricordano: nel 2011 la mostra in memoria di Peppino Impastato, nel 2013 la mostra compro oro presso il museo di Palazzo Sant'Elia, nel 2015 Cagliari mostra realizzata alla Galleria d'arte moderna Sant'Anna di Palermo con Enzo Cucchi, nel 2016 al Museo civico di Castelbuono "tra i sentieri dei Ventimiglia" con Mimmo Cuticchio. Da ricordare inoltre la mostra tenuta nel 2017 a New York presso la galleria 56 Henry dal titolo Pizza connection.
Tra le mostre collettive a cui hanno partecipato si ricordano: nel 2004 la partecipazione al XXXVII Premio Vasto d'arte contemporanea, nel 2005 la partecipazione alla biennale di Praga "Prague Biennale II expanded Painting/accìonDirecta", nel 2008 mostra presso la Farnesina Roma dal titolo Experimenta collezione Farnesina  Ministero degli Affari Esteri, Roma, nel 2009 "Palermo-Babilonia-Palermo" a Cura di Francesco Gallo Mazzeo a Sofia presso la Raiko Aleksiev Art gallery e la Union of Bulgarian Artists e in altri luoghi quali Palermo Palazzo Ziino, nel 2010-2011 Premio Lissone finalisti 10 edizione, nel 2011 "italia ora" a cura di Achille Bonito Oliva presso il Museo Hendrik Christian Andersen a Roma, nel 2012 la 9.Shangai Biennial Museum of Contemporary Art of Shanghai, China, nel 
2014 "Schermi delle mie brame" fondazione 107 di Torino a cura di Francesco Poli e Ivana Mulatero e successivamente 2016 Palazzo comunale di Dogliani, nel 2017 Mostra Praestigium Contemporary Artists from Italy Fondazione Sandretto Re Rebaudengo di Torino -  A cura di Luca Beatrice – Imago Mundi/  Benetton, a giugno-settembre 2018 partecipano alla mostra Pan Hormos. Palermo Città Porto inaugurata presso la sede della Banca d'Italia di Palermo in occasione della designazione di Palermo quale Capitale italiana della cultura 2018 a cura di Giorgia Salerno.
Negli anni hanno ricevuto alcuni premi tra i quali si ricordano due edizioni vinte del genio di Palermo nel 2004 e nel 2005.

## Musei e opere pubbliche
La loro opera è presente in musei e collezioni quali: Collezione permanente museo d’arte contemporanea della Sicilia Palazzo Riso Palermo, Collezione permanente Galleria d'arte moderna Sant'Anna di Palermo, Collezione Farnesina giovani all'interno della Collezione Farnesina del Ministero degli Affari Esteri di Roma,
Collezione permanente Museo civico di Castelbuono, Collezione D’arte contemporanea del Museo di Cosenza –Bocs Art, Collezione permanente del Museo della Mafia e del Risorgimento dedicato a Leonardo Sciascia nel Comune di Salemi, collezione permanente Museo regionale di Terrasini Palazzo D’Aumale, Collezione Luigi Presice esposta nel 2018 al Museo d'inverno di Siena.
Tra le opere pubbliche si ricorda il monumento a Franco e Ciccio realizzato a Palermo nel 2017.